# Kinheim (honkbalclub)

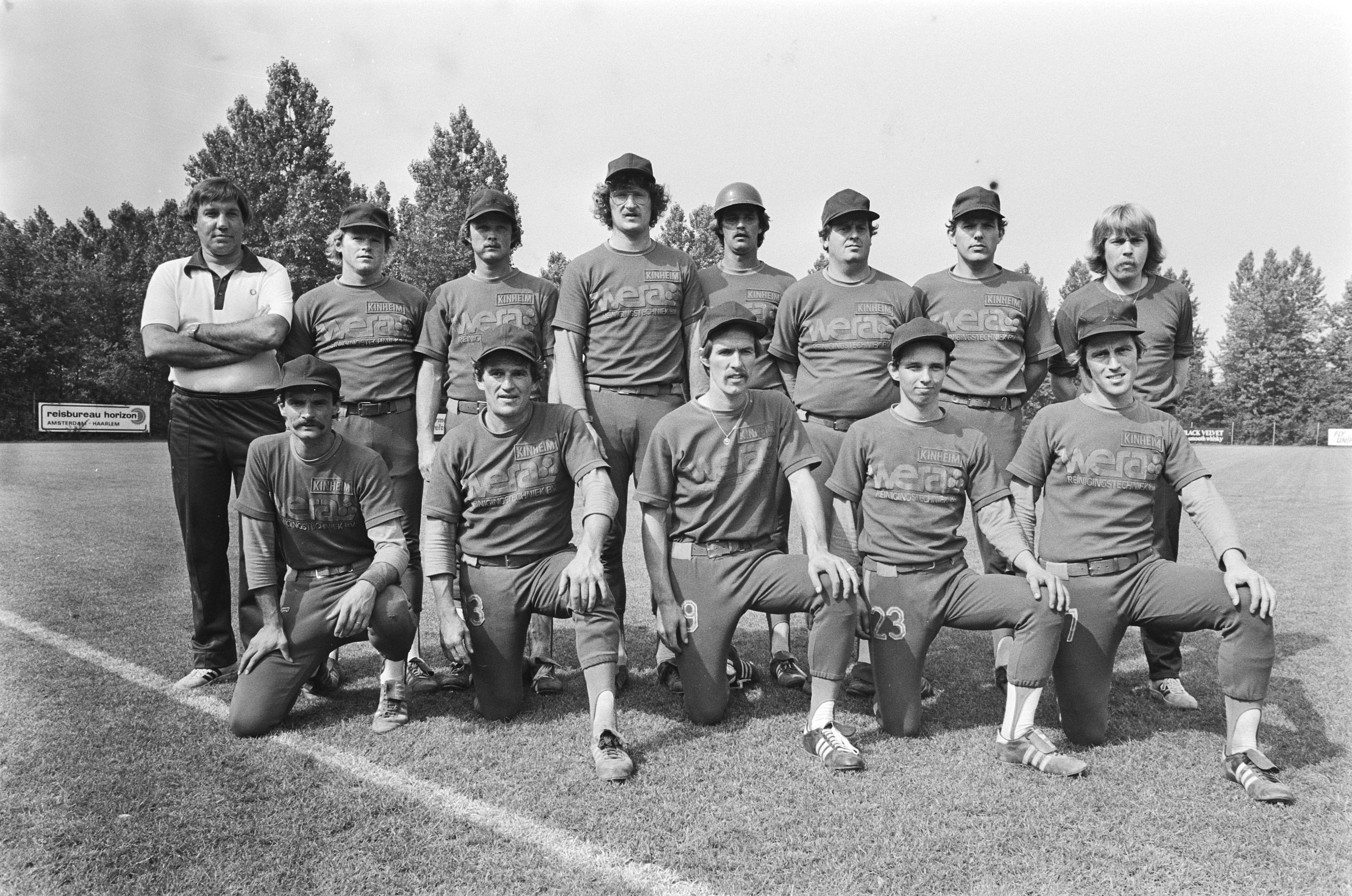
Kinheim in 1978

Honk- en Softbalvereniging Kinheim (HS Kinheim) is een honk- en softbalvereniging uit Haarlem, Noord-Holland, Nederland. De club heeft zijn thuisbasis in het "Pim Mulierstadion". Het is een van de grootste honk- en softbalverenigingen van Nederland.
Het eerste mannenhonkbalteam (dat van 2006-2015 uitkwam onder de sponsornaam Corendon Kinheim) speelde 44 seizoenen, in acht perioden, op het hoogste niveau. In 1949 en van 1954-1957 vijf seizoenen in de Eerste klasse en in 1966, 1968-1969, 1972, 1976-1980, 1985-1986 en van 1989-2016 in de Hoofdklasse. Voor de competitie van 2017 trok de club zich terug omdat, vanwege het vertrek van en groot aantal spelers, geen representatief hoofdklasseteam kon samenstellen. In het seizoen 2020 keerde het terug in de Hoofdklasse, zij het in een gecombineerd team met stadgenoot DSS, dit vooruit lopend op een mogelijke fusie tussen beide verenigingen.
In 1978, 1994, 2006, 2007 en 2012 werd dit team landskampioen, in de laatste vier jaren via de Holland Series. In Europees verband werd in 1994, 2001 en 2002 de Europa Cup II (voor bekerwinnaars en/of runners-up) gewonnen, in 2007 de Europa Cup I (voor landskampioenen).

## Geschiedenis

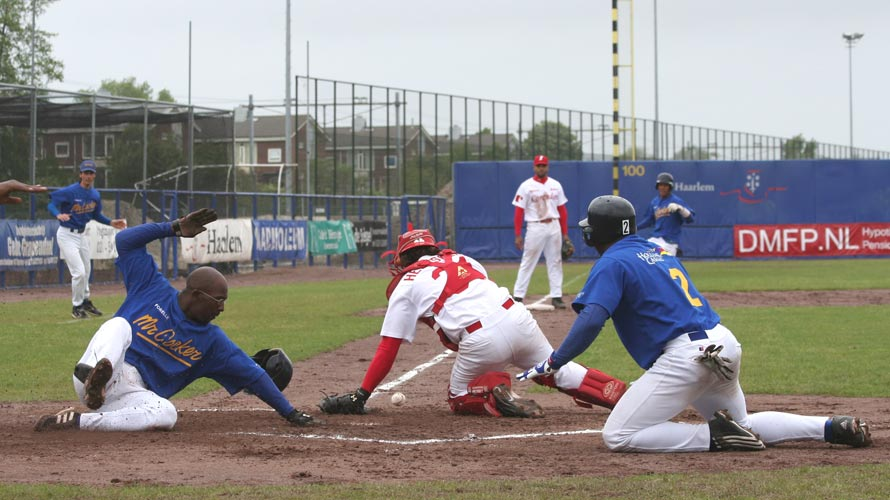
HCAW vs Kinheim

In 1935 richtten nabij de spoorwegovergang Kleverlaan gelegen Bloemendaalse wijk, het "Kinheimpark", een groep jongens een honkbalclub op onder de naam Honkbal Club "Kinheim", oftewel HCK. Geld was er nauwelijks en met een contributie van drie cent per week moest de club worden gerund. Haarlem was in die begin jaren samen met Amsterdam de "honkbalbolwerken". In 1937 werd HCK lid van de Nederlandse Honkbalbond en in 1938 werd "echt" begonnen. In dat jaar werd het team meteen kampioen van hun klasse en volgde de promotie naar de 2e klasse, vanaf 1941 de overgangsklasse genoemd. De Tweede Wereldoorlog stak een spaak in de wielen van de ontwikkeling van de honkbalsport en zeker van HCK want een aantal leden werd, uiteraard tegen hun zin, ingezet voor de "Arbeitseinsatz". Het mag duidelijk zijn dat er in de oorlogsperiode nauwelijks honkbalmateriaal voorhanden was. Er werd gespeeld met zogenaamde Vredestein-ballen, die kwalitatief niet best waren en bij een harde klap regelmatig in stukken uiteen vlogen. In de beginperiode en de eerste naoorlogse jaren waren honkbalpakken vrijwel onbekend en in Nederland eigenlijk niet te krijgen. Er werd tot de jaren vijftig dan ook gespeeld in een korte broek.
De club groeide flink en in 1947 werd overgegaan tot de oprichting van een jeugdafdeling. In 1948 volgde de start van de softbalafdeling want ook de vrouwen voelden zicht tot deze sport aangetrokken. Joop van Wendel de Joode werd de grote man bij de softbalsters. Hij werd enthousiast bijgestaan door in het bijzonder Bep van Beymerwerdt en boekte zeer fraaie successen met "zijn meiden". In 1955 als 1957 werden ze landskampioen.

## Internationale contacten
Kinheim heeft bij het aangaan van internationale contacten bepaald niet stilgezeten. In 1953 al ontstonden de eerste contacten met de Amerikaanse troepen in Duitsland en wel met de Wiesbaden Flyers. Dit leidde tot een jaarlijkse honkbalontmoeting tussen HCK en de Flyers, waarbij coach Chuck Costello steeds een zeer belangrijke rol vervulde. Nadien zijn er, zowel door de honkballers als softbalsters, vele contacten geweest met vooral Amerikaanse teams. Van de jaren zeventig af hebben vele coaches en studenten van het Springfield College (en nabijgelegen Colleges) uit New England een belangrijke rol bij de internationale contacten gespeeld. Niet alleen coachten en speelden de Amerikanen bij de teams van Kinheim, maar het is daarnaast uitgemond in bezoeken van teams van Springfield aan Haarlem en van diverse Kinheim jeugdteams aan Connecticut. Ook werden er door de jeugdbesturen uitstekende contacten gelegd met Amerikaanse organisatoren van jeugdtoernooien in Duitsland (Ramstein), terwijl veteranenteams deelnamen aan "seniorentoernooien" op diverse plaatsen in de Verenigde Staten. Ook de softbalsters wisten enige keren de weg te vinden voor "clinics" en dergelijke in de Verenigde Staten. Met de intrede van de sponsoring wisten de honkballers van Kinheim zich vast te nestelen in de kopgroep van de nationale competitie.

## Locaties
Kinheim heeft vele jaren, wat de speelvelden betreft, een zwervend bestaan geleden in Bloemendaal en Haarlem. Gestart werd op het "Vlooienveld" in Bloemendaal en, via het Noorder Sportpark, het Badmintonpad, het hockeyveld van HBS, het voetbalveld van Bloemendaal, weer het Noorder Sportpark, de velden bij het Kennemer Lyceum en langs de Zeeweg, kwamen ze min of meer definitief terecht aan het Badmintonpad in Haarlem. In 1973 werd dat duidelijk bevestigd door de officiële opening van het clubhuis, dat bij die gelegenheid als "een parel onder de sportclubaccommodaties" werd omschreven.

## Teams
De lagere seniorenteams en de jeugdteams vallen onder een zeer actief bestuur van de afdeling Jeugd, Opleiding en Recreatie (JOR). In 1996 werden zowel de junioren als de pupillen landskampioen. Het vrouwensoftbal wist zich in de beginjaren van de 21e eeuw niet aan de top te handhaven en ook het aantal leden liep terug. Wel kwam er mannensoftbalafdeling bij doch dit bleef beperkt tot de recreatiesport. De meisjesteams bij softbaljunioren behaalden in 1998 en 2005 het Nederlands kampioenschap. In 2007 behaalde het aspirantenteam het landskampioenschap.

## Toekomst en ledental
Door activiteiten op vele "fronten" is Kinheim al jaren een van de grootste honk- en softbalverenigingen van Nederland. De vereniging is door de groei uit de accommodatie aan het Badmintonpad ontgroeid en maakte eind 2009 de overgang naar "Pim Mulier Stadion Center", waarvan het Pim Mulierstadion deel uitmaakt. De groei van het aantal leden is vooral te zien in de jeugdcategorieën. Bij de jeugd gaat het om het kennis laten maken met honk- en softbal, maar vooral ook het vasthouden van de oudere jeugd.

## Bekende (oud-)spelers
Amsterdam Pirates · Curaçao Neptunus · DSS/Kinheim · HCAW · Oosterhout Twins · Hoofddorp Pioniers · RCH-Pinguins · UVV
Holland Series